# موش‌خوردگی‌های مریخ

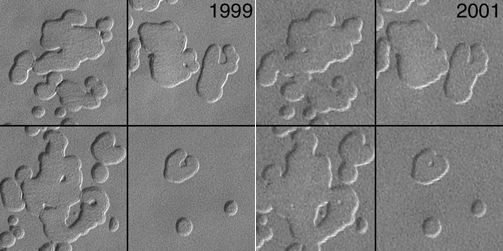
چاله‌های موجود در یخ‌پهنه قطب جنوب مریخ. عکس‌ها در فصول گوناگون و توسط نقشه‌بردار سراسر مریخ گرفته شده‌است.

موش‌خوردگی‌های مریخ (SCFs) نامی است برای یک رشته چاله‌های جالب توجه در یخ‌پهنه روی قطب جنوب سیاره بهرام (مریخ) واقع در فلاته جنوبی این سیاره.
قطر این چاله‌ها معمولاً بیش از چند صد کیلومتر نیست. کف آن‌ها تخت و صاف و دیواره‌های آن‌ها شیبی تند دارد. این چاله‌ها توخالی هستند و ژرفای آن‌ها در حدود ۸ متر است.
شکل آن‌ها معمولاً هم‌شکل و لوبیایی‌شکل است و نوک این لوبیاها به سوی قطب جنوب اشاره دارد و این نشان می‌دهد که خورتابگیری در تشکیل آن‌ها تأثیر داشته‌است.

## نگارخانه

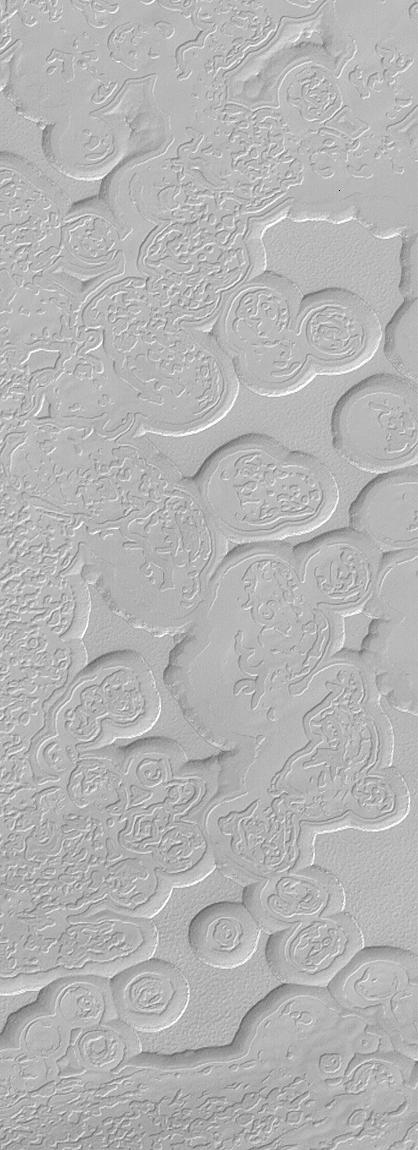
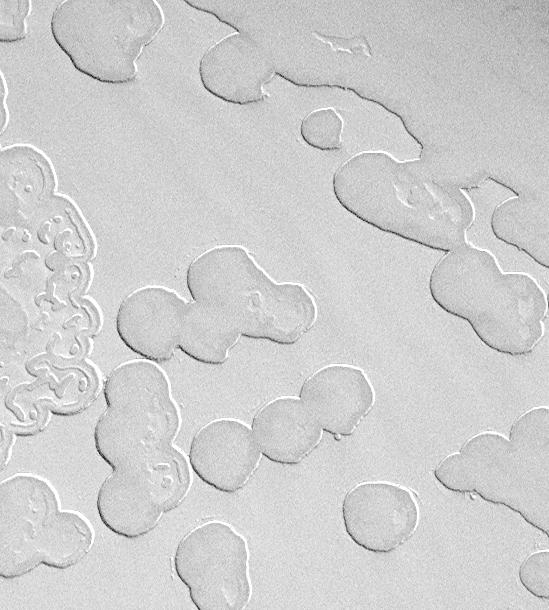
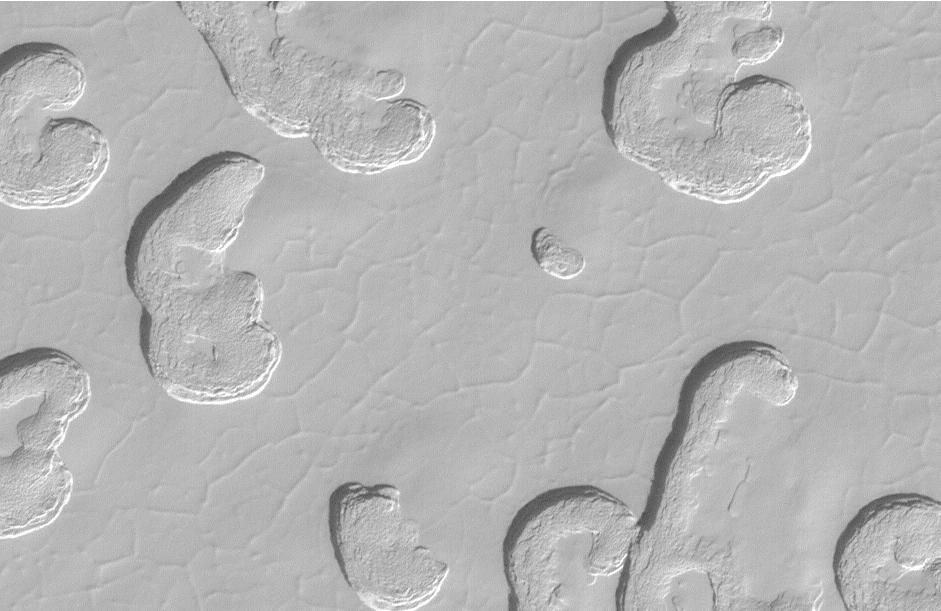